# Slapnik (Brda)
Slapnik is een plaats in Slovenië en maakt deel uit van de gemeente Brda in de NUTS-3-regio Goriška.